# Villa Medolago-Attanasio
Villa Medolago-Attanasio è una villa settecentesca situata nella frazione Ceresolo a Limbiate in Provincia di Monza e della Brianza costruita per il volere della famiglia Molinari, una tra le più importanti e potenti famiglie di commercianti nella Milano dell'epoca.

## Storia e struttura

### Origini
Giuseppe Antonio Bianchi, architetto tra i più celebri nel panorama lombardo dell'epoca, incominciò i lavori della villa intervenendo su un complesso di edifici preesistenti. A lavori ultimati la villa presentava una struttura ad U, tipica delle ville milanesi al secolo, formata da due ali simmetriche disposte su due piani e il corpo centrale, con un portico a tre archi, disposto su tre piani. Al culmine della facciata nel corpo centrale sono ancora presenti due statue che raffigurano due aquile speculari su cui poggiano le ruote da mulino, immagine che costituiva lo stemma della famiglia Molinari.
Col passare degli anni l'edificio fu ceduto dalla famiglia Molinari a quella dei Medolago e infine ai Rasini.

### Vicende moderne
Con la fine della Seconda guerra mondiale la villa venne chiusa e abbandonata. Durante gli anni novanta si pensò di restaurarla per farne la sede del palazzo comunale, ma il progetto non andò a buon fine. Nel 2008 fu acquisita, in accordo con l'amministrazione comunale, da Armando Verdiglione e della moglie Cristina per il suo restauro e rilancio. Quest'ultimo avrebbe voluto trasformarla in un hotel di lusso ma il progetto fu bloccato e il 14 novembre 2014 la dimora fu posta sotto sequestro cautelare e successivamente confiscata, in quanto lo stesso Verdiglione venne indagato per evasione fiscale in relazione all'emissione di fatture false, e appropriazione indebita.
Il 6 gennaio 2017 divampò un devastante incendio propagatosi nell'ala destra del tetto dell'immobile che a breve si fece largo divorandolo per una buona parte, insieme ai solai in legno e alcuni elementi architettonici di pregio, lasciando intatti solo i muri perimetrali.
A seguire la villa andò all'asta, dove il comune di Limbiate nel 2019 cercò di aggiudicarsela per 780.000 euro, proposta non andata a buon fine. Nel 2020 il comune propose una somma corrispondente a 480.000 euro a seguito di una perizia che ne ha confermato il valore di oltre un milione e 400.000 euro. Nel febbraio 2021 il comune riuscì ad acquistare la Villa ed il suo immenso parco, un polmone verde di quasi 80.000 metri quadri, cogliendo la possibilità di recuperare l'intera area. Il comune, in collaborazione con il Politecnico di Milano, ha in programma diversi progetti per la riqualificazione dell'immobile e più in grande per il futuro dell'area tra cui, quello di unire il parco di Villa Mella a quello della medesima Villa Medolago.
A seguito della prematura scomparsa del concittadino Luca Attanasio, ambasciatore della Repubblica Democratica del Congo ucciso in servizio, il sindaco Antonio Romeo ha avviato il percorso di modifica dell'intitolazione della villa, che prenderà il nome di Villa Medolago-Attanasio.